# Монтеро, Паоло
Ро́нальд Пао́ло Монте́ро Игле́сиас (исп. Rónald Paolo Montero Iglesias; род. 3 сентября 1971, Монтевидео) — уругвайский футболист, защитник; тренер.

## Биография
Паоло Монтеро родился в Монтевидео в семье футболиста Хулио Монтеро Кастильо, чемпиона Южной Америки 1967, полуфиналиста чемпионата мира 1970, многократного чемпиона Уругвая, победителя Кубка Либертадорес и Межконтинентального кубка 1971 года в составе «Насьоналя».
В отличие от отца, Паоло начинал профессиональную карьеру в «Пеньяроле», клубе-антагонисте «Насьоналя». В 1992 году он переехал в Италию, где выступал до 2005 года — сначала за «Аталанту», а затем за «Ювентус», где стал одним из самых уважаемых защитников в истории клуба. В составе клуба из Турина Монтеро 4 раза становился чемпионом Италии, в 1996 году выиграл Суперкубок Европы и Межконтинентальный кубок.
В 2005 году Паоло вернулся в Южную Америку, где отыграл по сезону за аргентинский «Сан-Лоренсо де Альмагро» и родной «Пеньяроль», после чего объявил о завершении профессиональной карьеры футболиста.
В составе сборной Уругвая Монтеро участвовал в чемпионате мира 2002 года, в 2004 году завоевал бронзовые медали Кубка Америки.
3 января 2017 года назначен главным тренером аргентинского клуба «Росарио Сентраль». Контракт подписан на полтора года.

## Достижения
Ювентус
- Чемпион Италии (4): 1996/97, 1997/98, 2001/02, 2002/03, 2004/05[4]
- Обладатель Суперкубка Италии (3): 1997, 2002, 2003
- Финалист Лиги чемпионов УЕФА (3): 1996/97, 1997/98, 2002/03
- Обладатель Суперкубка Европы: 1996
- Обладатель Кубка Интертото: 1999
- Обладатель Межконтинентального кубка: 1996